# Édouard Odier

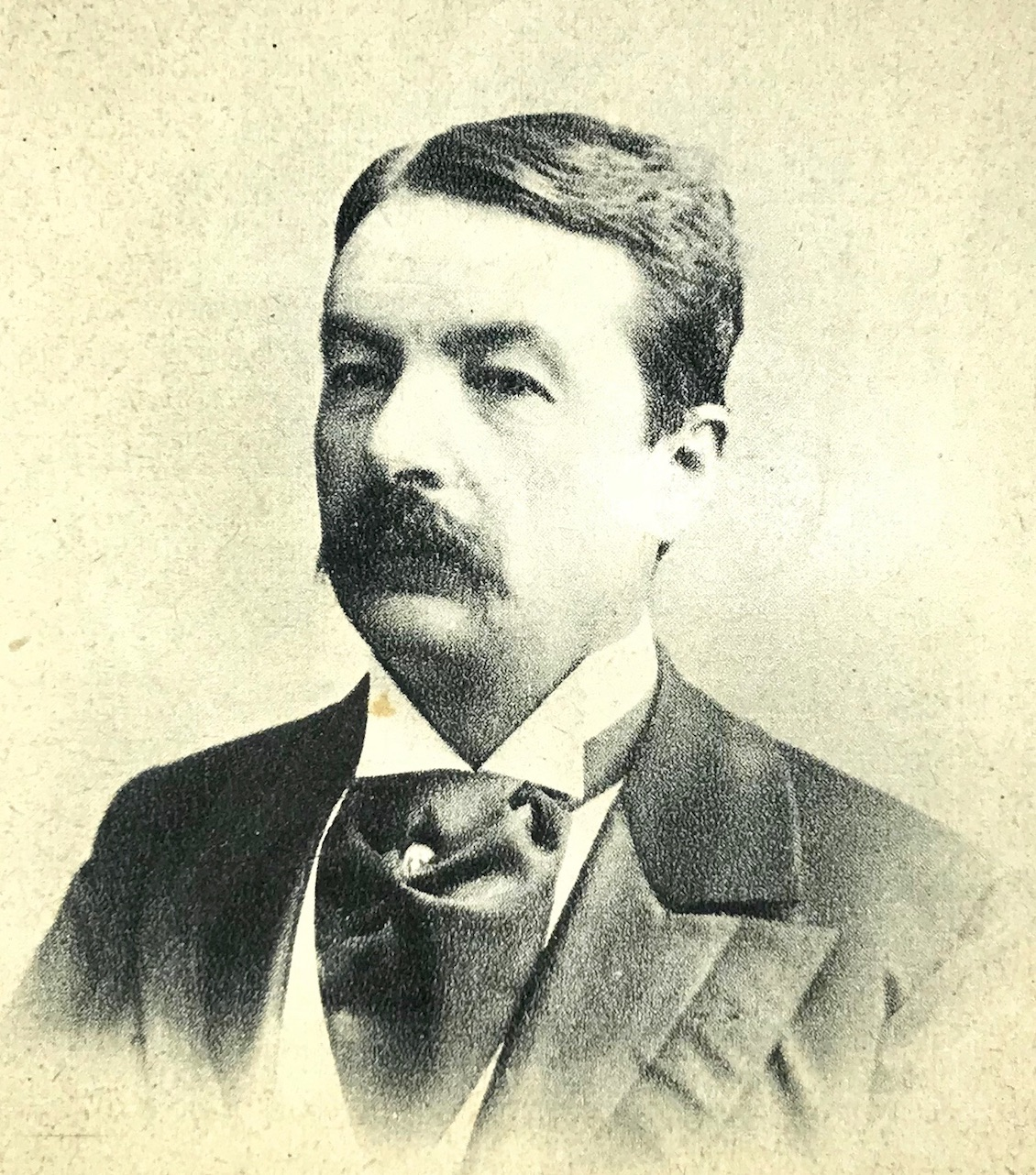
Édouard Odier

Édouard Odier (* 17. Januar 1844 in Genf; † 7. Dezember 1919 in Cologny, heimatberechtigt in Genf) war ein Schweizer Jurist, Politiker und Diplomat.
Seine Eltern waren der Börsenmakler und spätere Kaufmann Ernest Odier und dessen Ehefrau Pauline geb. Aulagnier. Sein Bruder Albert (1845–1928) wurde Architekt, sein Bruder Jacques (1853–1930) Maler.
Er wirkte nach einem rechtswissenschaftlichen Studium, das er in seiner Geburtsstadt sowie in Paris absolvierte und 1868 mit dem Lizenziat abschloss, bis 1906 als Rechtsanwalt in Genf. Darüber hinaus gehörte er von 1878 bis 1906 dem Grand Conseil des Kantons Genf an und war von 1900 bis 1906 als Staatsrat für Militär sowie später für Justiz und Polizei Mitglied des Conseiller d’État, der Genfer Kantonsregierung. Bundespolitisch war er in den Jahren 1891/1892 und von 1893 bis 1896 als Ständerat sowie von 1897 bis 1899 und von 1902 bis 1906 als Nationalrat aktiv. Dabei gehörte er der liberal-demokratischen Fraktion an. Von 1894 bis 1906 war er Mitglied des Verwaltungsrates der Schweizerischen Depeschenagentur.

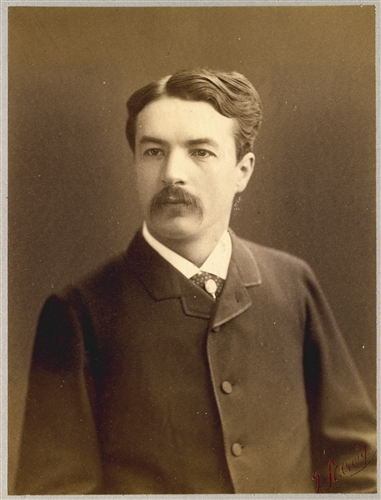
Porträt von Édouard Odier als IKRK-Mitglied

Édouard Odier war ab 1874 Mitglied des Internationalen Komitees vom Roten Kreuz (IKRK) und 1899 Vertreter seines Heimatlandes bei der ersten Haager Friedenskonferenz. Er unterstützte einen Ausbau der Diplomatie und war ab 1905 am Aufbau der Schweizer Gesandtschaft in Russland beteiligt, in der er ab 1906 als ausserordentlicher Gesandter und Ministre plénipotentiaire tätig war. Ende 1917 zog er sich von dieser Funktion zurück, aufgrund der russischen Oktoberrevolution verzögerte sich seine Rückreise jedoch bis Anfang 1919.
Odier heiratete Mathilde Sautter, eine Tochter des Bankiers François-Jules Sautter.